# حريب (يافع)

تعديل مصدري - تعديل

حريب هي إحدى قرى عزلة لبعوس بمديرية يافع التابعة لمحافظة لحج، بلغ تعداد سكانها 200 نسمة حسب تعداد اليمن لعام 2004.